# Parcs nationaux du Brésil
Les parcs nationaux du Brésil, au nombre de 74, sont un réseau d'aires protégées gérées par l'Institut Chico Mendes pour la conservation de la biodiversité (ICMBio). Son objectif fondamental est la préservation des écosystèmes naturels d’une grande importance écologique et d’une grande beauté paysagère, permettant la recherche scientifique et le développement de l’éducation et de l’interprétation de l’environnement, des loisirs en contact avec la nature et du tourisme écologique.

## Présentation
Le premier parc national brésilien, le Parc national d'Itatiaia, a été créé en 1937 et d’autres parcs ont été progressivement ajoutés, protégeant généralement un monument naturel tel qu’une chute d’eau ou une gorge près d’un centre de population côtier. Au moins deux des premiers parcs ont ensuite été submergés par des réservoirs hydroélectriques. Le premier parc de la forêt amazonienne, le parc national de l'Amazonie, a été inauguré en 1974. Le nombre de parcs nationaux au Brésil a considérablement augmenté au cours des trois dernières décennies : en 1990, il n’y avait que 33 parcs, qui sont devenus 67 en 2010 et 74 en 2023'. Aujourd’hui, les parcs nationaux couvrent une vaste superficie (plus de 240 000 km²), en particulier en Amazonie. La taille des parcs varie considérablement entre les 3 300 hectares de la forêt de Tijuca à Rio de Janeiro et les 3 800 000 hectares du parc national des montagnes Tumucumaque en Amazonie. Les deux plus visités sont le parc de la forêt de Tijuca à Rio avec 1,7 million de visiteurs et le parc des chutes d'Iguaçu avec 1 million de visiteurs par an, les deux parcs accueillant à eux seuls 70% des visites de l'ensemble des parcs nationaux du Brésil en 2009.
Tous les biomes brésiliens ont des parcs nationaux, à l’exception de la Pampa. 24 se trouvent dans la forêt atlantique, 20 en Amazonie, 15 dans le Cerrado, 8 dans la Caatinga, 3 dans le biome marin et 1 dans le Pantanal.

## Gestion
Les parcs sont de propriété publique, et toutes les terres privées à l’intérieur de leurs limites doivent être expropriées. Les propriétaires fonciers existants et les communautés ayant des droits d’utilisation des terres doivent être relogés et indemnisés. Avec des budgets strictement limités, des registres fonciers médiocres et une bureaucratie inefficace, ce processus peut prendre de nombreuses années. 
Les conditions de visite du public sont définies dans le plan directeur du parc. Officiellement, un parc ne peut être visité par le public que s’il dispose d’un plan de gestion et d’un plan d’utilisation publique : en 2011, seuls 26 parcs sur 67 étaient officiellement ouverts au public. La recherche scientifique nécessite l’autorisation préalable de l’organisme responsable et est soumise à des conditions et à des restrictions. 

## Liste des parcs nationaux
- Parc faisant partie du patrimoine mondial de l'Unesco
- Parc faisant partie d'une Réserve de biosphère
- Parc faisant partie d'un site Ramsar

| Image | Parc national                | État                             | Création | Superficie en km2 | Notes |
| ----- | ---------------------------- | -------------------------------- | -------- | ----------------- | --- |
|       | Abrolhos                     | Bahia                            | 1983     | 688,80            | Site Ramsar du parc national marin des Abrolhos (2010)                                                                                                |
|       | Acari                        | Amazonas                         | 2016     | 8 964,00          | |
|       | Alto Cariri                  | Bahia                            | 2010     | 182,18            | |
|       | Amazonie (Amazônia)          | Amazonas Pará                    | 1974     | 9 940,00          | |
|       | Anavilhanas                  | Amazonas                         | 2008     | 3 500,18          | Site du patrimoine mondial du Complexe de conservation de l’Amazonie centrale (2000)                                                                  |
|       | Aparados da Serra            | Rio Grande do Sul Santa Catarina | 1959     | 102,50            | Réserve de la biosphère de la forêt Atlantique (1993)                                                                                                 |
|       |                              |                                  |          |                   | |
|       | Araguaia                     | Tocantins                        | 1959     | 5 623,12          | Site Ramsar Île de Bananal (1993) |
|       | Araucárias                   | Santa Catarina                   | 2005     | 128,41            | |
|       | Brasilia (Brasília)          | District fédéral                 | 1961     | 300,00            | |
|       | Cabo Orange                  | Amapá                            | 1980     | 6 190,00          | |
|       | Boa Nova                     | Bahia                            | 2010     | 142,14            | |
|       | Campos Amazônicos            | Amazonas Rondônia Mato Grosso    | 2006     | 9 613,00          | |
|       | Campos Gerais                | Paraná                           | 2006     | 215,00            | |
|       | Caparaó                      | Minas Gerais Espírito Santo      | 1961     | 318,00            | Réserve de la biosphère de la forêt Atlantique (1993)                                                                                                 |
|       | Catimbau                     | Pernambuco                       | 2002     | 623,00            | |
|       | Cavernas do Peruaçu          | Minas Gerais                     | 1999     | 568,00            | |
|       | Chapada das Mesas            | Maranhão                         | 2005     | 1 600,46          | |
|       | Chapada Diamantina           | Bahia                            | 1985     | 1 520,00          | Réserve de la biosphère de la forêt Atlantique (1993)                                                                                                 |
|       | Chapada dos Guimarães        | Mato Grosso                      | 1989     | 330,00            | |
|       | Chapada dos Veadeiros        | Goiás                            | 1961     | 600,00            | Site du patrimoine mondial des Aires protégées du Cerrado : Parcs nationaux Chapada dos Veadeiros et Emas (2001)                                      |
|       | Descobrimento                | Bahia                            | 1999     | 211,29            | |
|       | Emas                         | Goiás                            | 1961     | 1 318,68          | Site du patrimoine mondial des Aires protégées du Cerrado : Parcs nationaux Chapada dos Veadeiros et Emas (2001)                                      |
|       | Fernando de Noronha          | Pernambouc                       | 1988     | 112,70            | Site du patrimoine mondial des Îles atlantiques brésiliennes : les Réserves de Fernando de Noronha et de l'atol das Rocas (2001)                      |
|       | Furna Feia                   | Rio Grande do Norte              | 2012     | 85,17             | |
|       | Grande Sertão Veredas        | Minas Gerais Bahia               | 1989     | 833,63            | |
|       | Iguaçu                       | Paraná                           | 1939     | 1 852,62          | Site du patrimoine mondial du parc national d'Iguaçu (1986)                                                                                           |
|       | Ilha Grande                  | Paraná Mato Grosso do Sul        | 1997     | 788,75            | Réserve de la biosphère de la forêt Atlantique (1993)                                                                                                 |
|       | Ilhas dos Currais            | Paraná                           | 2013     | 13,60             | |
|       | Itatiaia                     | Rio de Janeiro Minas Gerais      | 1937     | 300,00            | |
|       | Jamanxim                     | Pará                             | 2006     | 8 597,22          | |
|       | Jaú                          | Amazonas                         | 1980     | 22 720,00         | Site du patrimoine mondial du Complexe de conservation de l’Amazonie centrale (2000)                                                                  |
|       | Jericoacoara                 | Ceará                            | 2002     | 88,50             | |
|       | Juruena                      | Mato Grosso Amazonas             | 2006     | 19 602,92         | |
|       | Lagoa do Peixe               | Rio Grande do Sul                | 1986     | 344,00            | Réserve de la biosphère de la forêt Atlantique (1993) Site Ramsar Lagoa do Peixe (1993) RRORHO Lagoa do Peixe                                         |
|       | Lençóis Maranhenses          | Maranhão                         | 1981     | 1 550,00          | |
|       | Mapinguari                   | Amazonas                         | 2008     | 15 624,22         | |
|       | Mont Roraima (Monte Roraima) | Roraima                          | 1989     | 1 160,00          | |
|       | Montanhas do Tumucumaque     | Amapá Pará                       | 2002     | 38 670,00         | |
|       | Monte Pascoal                | Bahia                            | 1961     | 225,00            | Site du patrimoine mondial de la Côte de la découverte – Réserves de la forêt atlantique (1999) Réserve de la biosphère de la forêt Atlantique (1993) |
|       | Nascentes do Lago Jari       | Amazonas                         | 2008     | 8 121,41          | |
|       | Nascentes do Rio Parnaíba    | Piauí Maranhão Bahia Tocantins   | 2002     | 7 298,00          | |
|       | Pacaás Novos                 | Rondônia                         | 1979     | 7 658,01          | |
|       | Pantanal Matogrossense       | Mato Grosso Mato Grosso do Sul   | 1971     | 1 350,00          | Site du patrimoine mondial de l'Aire de conservation du Pantanal (2000) Site Ramsar du Pantanal Matogrossense (1993)                                  |
|       | Pau Brasil                   | Bahia                            | 2000     | 115,38            | Site du patrimoine mondial de la Côte de la découverte – Réserves de la forêt atlantique (1999) Réserve de la biosphère de la forêt Atlantique (1993) |
|       | Pico da Neblina              | Amazonas                         | 1979     | 22 000,00         | |
|       | Pedra Azul                   | Espírito Santo                   | 1996     | 100,00            | |
|       | Restinga de Jurubatiba       | Rio de Janeiro                   | 1996     | 148,60            | |
|       | Rio Novo                     | Pará                             | 2006     | 5 377,57          | |
|       | Saint-Hilaire/Lange          | Paraná                           | 2001     | 245,00            | |
|       | São Joaquim                  | Santa Catarina                   | 1961     | 493,00            | Réserve de la biosphère de la forêt Atlantique (1993)                                                                                                 |
|       | Sempre-Vivas                 | Minas Gerais                     | 2002     | 1 245,55          | |
|       | Serra da Bocaina             | Rio de Janeiro São Paulo         | 1974     | 1 318,68          | |
|       | Serra da Bodoquena           | Mato Grosso do Sul               | 2000     | 764,00            | Réserve de la biosphère de la forêt Atlantique (1993)                                                                                                 |
|       | Serra da Canastra            | Minas Gerais                     | 1972     | 2 000,00          | |
|       | Serra da Capivara            | Piauí                            | 1979     | 979,33            | Site du patrimoine mondial du parc national de Serra da Capivara (1991)                                                                               |
|       | Serra da Cutia               | Rondônia                         | 2001     | 2 836,11          | |
|       | Serra da Mocidade            | Roraima                          | 1998     | 805,60            | |
|       | Serra das Confusões          | Piauí                            | 1998     | 8 234,00          | Réserve de la biosphère de la forêt Atlantique (1993)                                                                                                 |
|       | Serra das Lontras            | Bahia                            | 2010     | 113,36            | |
|       | Serra de Itabaiana           | Sergipe                          | 2005     | 79,66             | |
|       | Serra do Cipó                | Minas Gerais                     | 1984     | 310,10            | |
|       | Serra do Divisor             | Acre                             | 1989     | 8 430,00          | |
|       | Serra do Itajaí              | Santa Catarina                   | 2004     | 573,74            | |
|       | Serra do Pardo               | Pará                             | 2005     | 4 453,94          | |
|       | Serra do Teixeira            | Paraíba                          | 2023     | 610,95            | |
|       | Serra dos Órgãos             | Rio de Janeiro                   | 1939     | 110,00            | Réserve de la biosphère de la forêt Atlantique (1993)                                                                                                 |
|       | Serra Geral                  | Rio Grande do Sul Santa Catarina | 1992     | 173,00            | |
|       | Sete Cidades                 | Piauí                            | 1961     | 62,21             | |
|       | Superagüi                    | Paraná                           | 1989     | 210,00            | Site du patrimoine mondial de la Forêt atlantique – Réserves du sud-est (1999) Réserve de la biosphère de la forêt Atlantique (1993)                  |
|       | Tijuca                       | Rio de Janeiro                   | 1961     | 39,51             | |
|       | Ubajara                      | Ceará                            | 1959     | 62,88             | Réserve de la biosphère de la forêt Atlantique (1993)                                                                                                 |
|       | Viruá                        | Roraima                          | 1998     | 2 159,17          | |